# Polzela
Polzela (em alemão:  Heilenstein) é um município da Eslovênia. A sede do município fica na localidade de mesmo nome.